# Mannin Moar
Mannin Moar – wyścig samochodowy organizowany w latach 1933–1935 w miejscowości Douglas na Wyspie Man. Zwycięzcą wszystkich trzech edycji został Brian Lewis.

## Historia
Na fali popularności Grand Prix Monako RAC postanowił zorganizować wyścig uliczny. Jednakże organizowanie wyścigów na publicznych drogach było ówcześnie w Wielkiej Brytanii niezgodne z prawem. Aby obejść ten problem, RAC zdecydował się na organizację zawodów na Wyspie Man, rządzącej się osobnymi prawami. Na lokalizację wybrano ulice w centrum Douglas. W 1933 roku tor liczył 7,4 km i pokonywany ze średnią prędkością 105 km/h był szybszy od Monte Carlo, dla którego średnia prędkość wynosiła 96 km/h. 12 lipca odbył się wyścig Mannin Beg dla samochodów klasy voiturette (które nie mogły być doładowane), zaś dla ponadpółtoralitrowych pojazdów dwa dni później. Każdy kierowca musiał mieć mechanika jadącego wraz z nim; Mannin Moar był ostatnim wyścigiem w historii, który nakładał taki obowiązek.
W 1934 roku tor został skrócony do 5,889 km. W roku 1935 długość toru wynosiła 6,494 km. Wszystkie trzy edycje wygrał Brian Lewis.

## Zwycięzcy
| Rok  | Tor             | Zwycięzca   | Samochód          |
| ---- | --------------- | ----------- | ----------------- |
| 1933 | Douglas Circuit | Brian Lewis | Alfa Romeo Monza  |
| 1934 | Douglas Circuit | Brian Lewis | Alfa Romeo Tipo B |
| 1935 | Douglas Circuit | Brian Lewis | Bugatti T59       |